# Quartet Renaixement
El Quartet Renaixement (Barcelona, 4 de juliol del 1911 - 14 de juny del 1921) va ser una formació instrumental de música de cambra que marcà una època en la música barcelonina de començaments del segle xx. El formaren els músics Eduard Toldrà, violí, Josep Recasens, violí, Lluís Sánchez, viola, i Antoni Planàs, violoncel.

## Història
El Quartet inicia els assaigs durant el 1911, però no es presenta formalment fins al 21 de febrer de l'any següent, en un acte íntim a l'Orfeó Català. El 25 del mateix mes té lloc el seu primer concert al Palau de la Música Catalana, amb un programa amb obres de Haydn, Beethoven i César Franck. Ràpidament es fa un lloc en l'ambient musical de la ciutat com a únic conjunt fix i estable de música de cambra.
Després de donar trenta-vuit concerts en un any i mig, amb actuacions a Madrid i Saragossa, el 1913 la Junta de Ampliación de Estudios en beca els components perquè estudiin a París, Berlín (1914) i Viena. A París actuen a la Schola Cantorum i a la Sala Pleyel, amb la interpretació del Quartet de Ravel en presència del compositor. L'esclat de la Gran Guerra els fa abandonar França i establir-se novament a Barcelona. Aquell mateix any, el conjunt estrena el Quartet de do menor, de Toldrà, i dona concerts a Porto, Lleida, Reus, Valladolid, La Corunya, Burgos, Logronyo...
L'any 1916, entre altres actuacions, se significa pel concert inaugural de l'Associació Amics de la Música i les sis sessions dedicades als disset Quartets de Beethoven, interpretats a la Sala Mozart. A l'any següent, el Quartet Renaixement fa una trentena de concerts, de la que en destaca una sessió al Palau de la Música Catalana amb el Quintet de Florent Schmitt amb l'autor al piano. El 1918 es repeteix el cicle dels Quartets de Beethoven. El 1920 estrena el quartet de corda Vistes al mar, d'Eduard Toldrà.
Finalment, el 14 juny del 1921 té lloc al Palau la darrera actuació del Quartet, que es dissol perquè en Josep Recasens es trasllada a viure a França, i també possiblement perquè una certa indiferència de la societat catalana de l'època no fa el projecte prou viable.

## Components
- Eduard Toldrà i Soler, violí primer
- Josep Recasens (nascut a Vilanova i la Geltrú), violí segon
- Lluís Sánchez, viola
- Antoni Planàs i Marca, violoncel